# Freya Ridings

Freya Ridings live (2023)

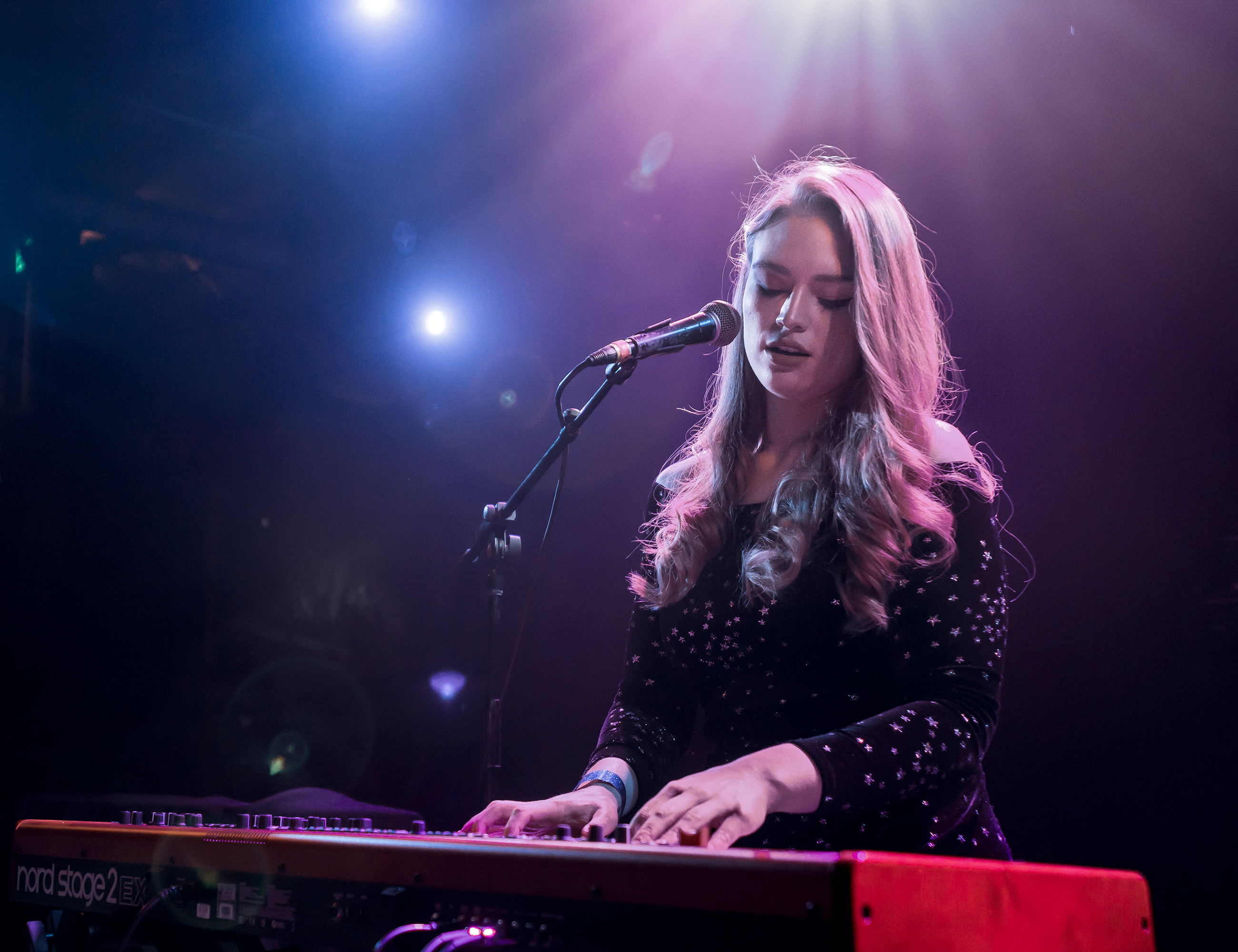
Freya Ridings live in Los Angeles (2018)

Freya Olivia Rose Ridings (* 19. April 1994 in London) ist eine britische Singer-Songwriterin.

## Leben und Werk
Ridings wuchs in Palmers Green im Norden Londons auf. Sie ist die Tochter des Schauspielers und Musikers Richard Ridings, von dem sie das Gitarrespielen erlernte; zudem spielt sie auch Klavier. Mit neun Jahren begann sie, eigene Lieder zu schreiben. Im Alter von 11 hatte sie ihren ersten Auftritt bei einer Open-Mic-Veranstaltung. Mit 16 Jahren besuchte sie die BRIT School für darstellende Künste.
Am 5. Mai 2017 veröffentlichte Freya Ridings ihre erste Single Blackout. Am 30. Juni 2017 folgte die Single Maps. Am 22. September 2017 erschien ihr erstes Livealbum Live at St Pancras Old Church.
2017 war Ridings im Vorprogramm von Musikern und Bands wie Tears for Fears, Tash Sultana und Lewis Capaldi auf Tour. Nach Erscheinen des Livealbums hatte sie ihre erste Tour als Headliner.
Am 3. November 2017 kam die Single Lost Without You heraus. Das Lied stieg bis auf Platz neun der britischen Singlecharts, in den U.K. Independent Charts sogar auf die Spitzenposition. In Schottland kam die Single auf Platz fünf und in Irland auf Platz 16.
Freya Ridings’ zweites Livealbum Live at Omeara wurde am 30. März 2018 veröffentlicht. Ihr erstes Studioalbum Freya Ridings ist am 18. Juli 2019 erschienen.
Castles aus dem Jahr 2019 erreichte in den britischen Singlecharts Platz 16 und war auch in anderen europäischen Ländern erfolgreich.

## Diskografie

### Studioalben
| Jahr | Titel Musiklabel                        | Höchstplatzierung, Gesamtwochen, AuszeichnungChartplatzierungen (Jahr, Titel, Musiklabel, Platzierungen, Wochen, Auszeichnungen, Anmerkungen) | Höchstplatzierung, Gesamtwochen, AuszeichnungChartplatzierungen (Jahr, Titel, Musiklabel, Platzierungen, Wochen, Auszeichnungen, Anmerkungen) | Höchstplatzierung, Gesamtwochen, AuszeichnungChartplatzierungen (Jahr, Titel, Musiklabel, Platzierungen, Wochen, Auszeichnungen, Anmerkungen) | Höchstplatzierung, Gesamtwochen, AuszeichnungChartplatzierungen (Jahr, Titel, Musiklabel, Platzierungen, Wochen, Auszeichnungen, Anmerkungen) | Anmerkungen                                             |
| Jahr | Titel Musiklabel                        | DE | AT | CH | UK | Anmerkungen                                             |
| ---- | --------------------------------------- | --- | --- | --- | --- | ------------------------------------------------------- |
| 2019 | Freya Ridings Good Soldier Songs • AWAL | DE27 (11 Wo.)DE | AT33 (4 Wo.)AT | CH19 (17 Wo.)CH | UK3 Gold · (25 Wo.)UK | Erstveröffentlichung: 19. Juli 2019 Verkäufe: + 100.000 |
| 2023 | Blood Orange Good Soldier Songs • AWAL  | DE18 (3 Wo.)DE | AT71 (1 Wo.)AT | CH28 (1 Wo.)CH | UK7 (1 Wo.)UK | Erstveröffentlichung: 28. April 2023                    |

### Livealben
| Jahr | Titel Musiklabel                           | Anmerkungen                              |
| ---- | ------------------------------------------ | ---------------------------------------- |
| 2017 | Live at St Pancras Old Church Good Soldier | Erstveröffentlichung: 22. September 2017 |
| 2018 | Live at Omeara Good Soldier                | Erstveröffentlichung: 30. März 2018      |

### EPs
| Jahr | Titel Musiklabel                      | Anmerkungen                        |
| ---- | ------------------------------------- | ---------------------------------- |
| 2019 | You Mean the World to Me Good Soldier | Erstveröffentlichung: 1. März 2019 |

### Singles
| Jahr | Titel Album                            | Höchstplatzierung, Gesamtwochen, AuszeichnungChartplatzierungen (Jahr, Titel, Album, Platzierungen, Wochen, Auszeichnungen, Anmerkungen) | Höchstplatzierung, Gesamtwochen, AuszeichnungChartplatzierungen (Jahr, Titel, Album, Platzierungen, Wochen, Auszeichnungen, Anmerkungen) | Höchstplatzierung, Gesamtwochen, AuszeichnungChartplatzierungen (Jahr, Titel, Album, Platzierungen, Wochen, Auszeichnungen, Anmerkungen) | Höchstplatzierung, Gesamtwochen, AuszeichnungChartplatzierungen (Jahr, Titel, Album, Platzierungen, Wochen, Auszeichnungen, Anmerkungen) | Anmerkungen                                                  |
| Jahr | Titel Album                            | DE | AT | CH | UK | Anmerkungen                                                  |
| ---- | -------------------------------------- | --- | --- | --- | --- | ------------------------------------------------------------ |
| 2017 | Blackout Freya Ridings                 | — | — | — | — | Erstveröffentlichung: 5. Mai 2017                            |
| 2017 | Maps –                                 | — | — | — | — | Erstveröffentlichung: 30. Juni 2017                          |
| 2017 | Lost Without You Freya Ridings         | DE— GoldDE | — | CH— PlatinCH | UK9 ×3Dreifachplatin · (43 Wo.)UK | Erstveröffentlichung: 3. November 2017 Verkäufe: + 2.215.000 |
| 2018 | Ultraviolet Freya Ridings              | — | — | — | — | Erstveröffentlichung: 15. Juni 2018                          |
| 2019 | Waking Up Waking Up EP                 | — | — | — | — | Erstveröffentlichung: 11. Februar 2019 mit MJ Cole           |
| 2019 | You Mean the World to Me Freya Ridings | — | — | — | UK57 Silber · (6 Wo.)UK | Erstveröffentlichung: 1. März 2019 Verkäufe: + 200.000       |
| 2019 | Castles Freya Ridings                  | DE51 Gold · (13 Wo.)DE | AT28 Platin · (15 Wo.)AT | CH14 Platin · (27 Wo.)CH | UK16 Platin · (19 Wo.)UK | Erstveröffentlichung: 30. Mai 2019 Verkäufe: + 1.320.000     |
| 2019 | Love Is Fire Freya Ridings             | — | — | — | — | Erstveröffentlichung: 29. November 2019                      |
| 2023 | Weekends Blood Orange                  | — | — | — | UK31 (9 Wo.)UK | Erstveröffentlichung: 27. Januar 2023                        |

## Auszeichnungen für Musikverkäufe
| Goldene Schallplatte - Brasilien - 2024: für die Single Castles - Dänemark - 2022: für die Single Lost Without You - Kanada - 2021: für die Single Castles Platin-Schallplatte - Australien - 2021: für die Single Lost Without You - Frankreich - 2023: für die Single Castles - Kanada - 2021: für die Single Lost Without You | 3× Platin-Schallplatte - Australien - 2021: für die Single Castles |

Anmerkung: Auszeichnungen in Ländern aus den Charttabellen bzw. Chartboxen sind in ebendiesen zu finden.
| Land/RegionAuszeichnungen für Musikverkäufe (Land/Region, Auszeichnungen, Verkäufe, Quellen) | Silber  | Gold     | Platin       | Verkäufe  | Quellen             |
| -------------------------------------------------------------------------------------------- | ------- | -------- | ------------ | --------- | ------------------- |
| Australien (ARIA)                                                                            | —       | —        | 4× Platin4   | 280.000   | aria.com.au         |
| Brasilien (PMB)                                                                              | —       | Gold1    | —            | 20.000    | pro-musicabr.org.br |
| Dänemark (IFPI)                                                                              | —       | Gold1    | —            | 45.000    | ifpi.dk             |
| Deutschland (BVMI)                                                                           | —       | 2× Gold2 | —            | 400.000   | musikindustrie.de   |
| Frankreich (SNEP)                                                                            | —       | —        | Platin1      | 200.000   | snepmusique.com     |
| Kanada (MC)                                                                                  | —       | Gold1    | Platin1      | 120.000   | musiccanada.com     |
| Österreich (IFPI)                                                                            | —       | —        | Platin1      | 30.000    | ifpi.at             |
| Schweiz (IFPI)                                                                               | —       | —        | 2× Platin2   | 40.000    | hitparade.ch        |
| Vereinigtes Königreich (BPI)                                                                 | Silber1 | Gold1    | 4× Platin4   | 2.700.000 | bpi.co.uk           |
| Insgesamt                                                                                    | Silber1 | 6× Gold6 | 13× Platin13 |           |                     |